# ستيفن ديكسون (كاتب)
ستيفن ديكسون (بالإنجليزية: Stephen Dixon)‏‏ (6 يونيو 1936 في مانهاتن - ) روائي من الولايات المتحدة.

## الجوائز
- زمالة غوغنهايم